# Скетинг-ринг (фильм)
«Скетинг-ринг», «Ринк», «Каток» (англ. The Rink, другие названия — Rolling Around / Waiter) — немой короткометражный фильм Чарли Чаплина, выпущенный 4 декабря 1916 года.

## Сюжет
Героем фильма является «бродяга», трагикомический киноперсонаж, созданный и сыгранный великим английским и американским актёром и режиссёром Чарли Чаплином. По сюжету этого фильма герой работает официантом в ресторане, обслуживая клиентов, вступая в перепалки с коллегами и поваром и ловко избегая наказания со стороны управляющего. Во время обеденного перерыва он отправляется на скетинг-ринг, чтобы покататься на роликах, и встречает девушку, вступив в конфликт с конкурентом, одним из своих клиентов мистером Стаутом. Ей герой представляется сэром Сесилем Зельцером, и девушка приглашает его на свою роликовую вечеринку. Бродяга приходит, однако тут же оказывается и Стаут. Обман разоблачён, гости и полицейские устремляются в погоню за героем, однако тот скрывается, уцепившись тростью за проезжающую машину.

## В ролях
- Чарли Чаплин — официант
- Эдна Первиенс — Эдна, девушка
- Джеймс Т. Келли — отец Эдны
- Эрик Кемпбелл — мистер Стаут, поклонник Эдны
- Генри Бергман — миссис Стаут / сердитый клиент
- Альберт Остин — повар / конькобежец / гость на вечеринке
- Шарлотта Мино — подруга Эдны
- Фрэнк Коулмен — менеджер ресторана
- Джон Рэнд — официант / бродяга-конькобежец / гость на вечеринке